# Death's Marathon

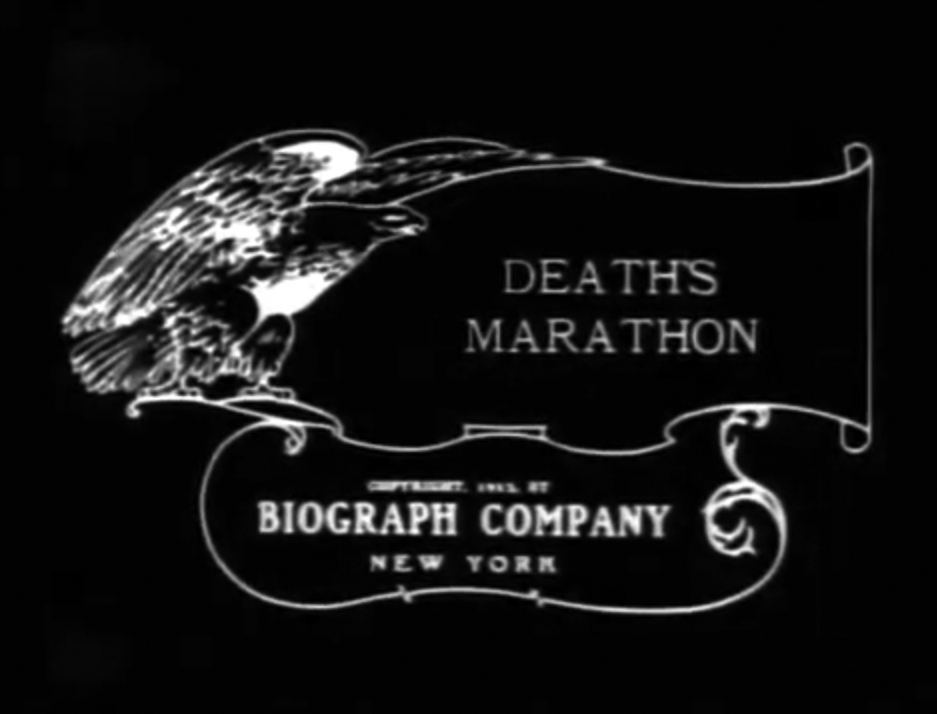
Captura de ecrã do filme americano "Death's Marathon", 1913

Death's Marathon é um filme mudo de 1913, do gênero dramático em curta-metragem norte-americano, dirigido por D. W. Griffith e estrelado por Blanche Sweet e Henry B. Walthall. Conta a história de dois sócios que são apaixonados pela mesma mulher, sendo um deles rejeitado e o outro escolhido para a contração de matrimônio. Para a infelicidade dela o marido revela-se egocêntrico e dado a jogos o que o conduz a roubar o caixa de sua empresa. 

## Elenco
- Blanche Sweet
- Henry B. Walthall
- Walter Miller
- Lionel Barrymore
- Kate Bruce
- Robert Harron

sem créditos
- William J. Butler
- Harry Hyde
- J. Jiquel Lanoe
- Adolph Lestina
- Charles Hill Mailes
- Alfred Paget
- W. C. Robinson